# 谭锦球
譚錦球，GBS，JP（1962年1月2日—），廣西欽州人，現任全國政協常委, 香港友好協進會會長, 香港義工聯盟主席, 香港各界慶典委員會主席, 香港青少年愛國主義教育基金會會長, 香港再出發大聯盟副秘書長，香港廣西社團總會創會會長, 香港四川社團總會創會主席, 香港東莞社團總會主席, 並創立香港各界扶貧促進會。他現為香港國景控股集團及香港頌謙企業集團董事局主席。
他是第十一、十二、十三、十四屆全國政協委員，第十二屆全國政協文史和學習委員會副主任，第十三屆及第十四屆全國政協常委。2020年10月獲頒金紫荊星章。

## 生平
出生資訊：1962年1月2日, 出生於香港。
籍貫:　廣西欽州。
2006年，香港廣西社團總會成立，譚錦球擔任創會會長。
2008年1月，当选第十一屆全國政協委員。
2013年2月，当选第十二屆全國政協委員。
2018年1月，当选第十三届全国政协委员。
2023年1月，当选第十四屆全國政協委員。

## 社会兼职
譚錦球曾經在香港廣西聯誼總會、香港友好協進會、東華三院、香港工商專業協進會、香港中華總商會、香港虎門同鄉總會、中華海外聯誼會、廣西海外聯誼會、廣西桂林市海外聯誼會、大連海外聯誼會等各大社會團體擔任主要職務。